# Psylla galeaformis
Psylla galeaformis är en insektsart som beskrevs av Patch 1911. Psylla galeaformis ingår i släktet Psylla och familjen rundbladloppor. Inga underarter finns listade i Catalogue of Life.